# Енамукова, Кунац Сафарбиевна
Кунац Сафарбиевна Енамукова (Дагужиева) (1940, Егерухай, Адыгейская АО — 2009, Майкоп, Адыгея) — передовик советского сельского хозяйства, звеньевая колхоза «Путь к коммунизму» Кошехабльский район Адыгейской автономной области Герой Социалистического Труда (1966)

## Биография
Родилась 12 мая 1940 года в ауле Егерухай Адыгейской автономной области Краснодарский край, РСФСР, СССР. Отец Сафарбий Моссович Дагужиев, в 1943 году погиб на фронте, мать, Гошхан Шумафовна, много лет трудилась в колхозе.
В 1959 году после окончания десятилетки, пошла работать в колхоз «Путь к коммунизму». В 1961 году назначают руководителем комсомольско-молодежного звена.
В состав звена вошел двадцать один человек. Выращивали они сахарную свеклу, южную коноплю и гибридную кукурузу.
Не хватало коноплеуборочных агрегатов, и девушки вынуждены вязать снопы с полуночи до полудня, когда стебель не такой жесткий и не так осыпаются семена.
В 1965 году, несмотря на большие трудности, весь урожай был убран без потерь и отправлен на завод. Подведены окончательные итоги: с каждого из 60 гектаров посевов конопли собрано по 110,2 центнера стебля при плане 50 центнеров и ло 5,6 центнера семян. Это был рекордный урожай не только в Кошехабльском районе, но и во всей Адыгее.
Указом Президиума Верховного Совета СССР от 30 апреля 1966 года за выдающиеся успехи, достигнутые в увеличении производства и продажи государству конопли, в выполнении заданий восьмой пятилетки, большой вклад в повышение эффективности производства и качества продукции К. С. Енамуковой присвоено звание Героя Социалистического Труда с вручением ордена Ленина и золотой медали «Серп и Молот».
Высоких производственных показателей достигли коноплеводы и в последующие годы. В 1970 юбилейном ленинском году звено получило с каждого из 40 гектаров по 70 центнеров стебля конопли, перевыполнило задание и по производству семян этой культуры.
За достигнутые успехи звеньевая награждена юбилейной медалью «За доблестный труд. В ознаменование 100-летия со дня рождения В. И. Ленина».
Ударный труд на полях звеньевая успешно сочетала с учёбой. Без отрыва от производства она закончила одиннадцатый класс, а затем заочно агрономический факультет Кубанского сельскохозяйственного института.
В 1967 году вступила в ряды ленинской партии, в том же году была избрана депутатом Верховного Совета СССР седьмого созыва. Избиралась делегатом III Всесоюзного съезда колхозников.
В 1971 году была делегатом XXIV съезда КПСС. В Москве, в Кремлёвском Дворце в дни работы съезда ей был вручён за успехи, достигнутые в восьмой пятилетке орден «Знак Почёта».
Избиралась членом Адыгейского обкома КПСС, депутатом Кошехабльского районного Совета народных депутатов,
Умерла 15 апреля 2009 года. Похоронена в Майкопе.

## Награды
- Золотая медаль «Серп и Молот» (19.05.1948);
- Орден Ленина (30.04.1966);
- Орден Знак Почёта (1971)
- Медаль «В ознаменование 100-летия со дня рождения Владимира Ильича Ленина» (06.04.1970);